# Битва під Ясами (1653)
Би́тва під Я́сами сталася 1 травня 1653 року під час походу Тимоша Хмельницького на Молдову.
У квітні 1653 року козацько-татарський корпус під проводом Тимоша Хмельницького вступив на територію Молдови, щоб повернути втрачений престол князівства своєму тестеві Васіле Лупу. 28 квітня козаки переправилися через Дністер та почали спустошувати молдовську землю. Після форсування Пруту загони козаків натрапили на молдавсько-семигородські сили під проводом Георгія Штефана, який щойно був зайняв силою молдавський трон. Війська зайняли позицію в околиці місцевості Поприкани біля річки Жижія, поблизу столиці князівства Яси. Сили Штефана нараховували від 10 000 до 20 000 вояків, у склад війська входили молдовани, семигородці, мадяри, німці, волохи і греки, а також міське ополчення Ясс. Козацько-татарські війська налічували близько 13 000 людей. 1 травня дійшло до битви.
Битва почалася атакою молдавської кінноти, яка вдарила на козацький табір на лівому березі річки Жижія. Надалі молдовани обстріляли ворога з 6 гармат та рушниць. Козаки відповіли вогнем своїх 11 гармат, а надалі, шикуючись в бойовому порядку перед табором, вдарили у шаблі на 800 драбантів, добірних гвардійців господаря Штефана, і змусили їх до втечі. Одночасно козацька артилерія розсіяла інші сили молдовські. Після цього військо Штефана кинулися тікати, переслідуване козаками, які без перешкод перейшли на другий берег річки.
Так описує битву Павло Алеппський. В інших джерелах її перебіг подається дещо по-іншому. Невдала атака молдовської кінноти відбулася на лівому березі Жижії, після чого козацький табір вбрід та по мосту сфорсував річку, яку боронили драбанти. Драбанти не витримали натиску та побігли, і козацько-татарська кіннота нанесла їм значні втрати. Головні сили Штефана не вступали у бій, лише один загін кінного молдовського ополчення прогнав козацьку кінноту під захист табору. Але атакувати табір Штефан не наважився, і його військо відійшло до Ясс.
Поразка під Поприканами сприяла падінню духа у лавах молдовської армії та дезертирству. Армія Штефана відступила у Семигород. Козацьке військо 2 травня 1653 року увійшло до Ясс, і Васіле Лупу знову став господарем Молдови.